# Masturus oxyuropterus
Masturus oxyuropterus  o bot és una espècie de peix de la família dels mòlids i de l'ordre dels tetraodontiformes.

## Morfologia
- Els mascles poden assolir 210 cm de longitud total.[4][5]

## Hàbitat
És un peix marí i d'aigües profundes.

## Distribució geogràfica
Es troba al Japó i Indonèsia.

## Observacions
És inofensiu per als humans.